# Pseudis
Pseudis é um gênero de anfíbios da família Hylidae.
As seguintes espécies são reconhecidas:
- Pseudis bolbodactyla Lutz, 1925
- Pseudis cardosoi Kwet, 2000
- Pseudis fusca Garman, 1883
- Pseudis minuta Günther, 1858
- Pseudis paradoxa (Linnaeus, 1758)
- Pseudis platensis Gallardo, 1961
- Pseudis tocantins Caramaschi & Cruz, 1998